# 丹野清志
丹野 清志（たんの きよし、1944年2月29日 - ）は、日本の写真家。
福島県福島市生まれ。1964年、東京写真短期大学（現・東京工芸大学）卒業。農村雑誌『家の光』勤務を経て1970年よりフリーとなる。散歩写真の第一人者として知られている。写真技法書を多数執筆している。

## 主な著書

### 写真集
- 村の記憶（技術と人間、1975年）[1][2][3][4]
- 路地の向うに（ナツメ社、1978年）[2][3][4]
- ササニシキヤング　(技術と人間、1981年)
- カラシの木(技術と人間、1983年)
- 写文集・おれたちのカントリーライフ(草風館、1988年)
- 1969-1963東京-日本 (ナツメ社、1993年)
- 写文集・日本列島ひと紀行　(技術と人間、1995年)
- 写真エッセイ・日本列島写真旅　(ラトルズ、2001年)
- 農村から(創森社、2001年)
- 1963炭鉱住宅　(グラフィカ、2005年)
- 1978庄内平野　(グラフィカ、2005年)
- 海の記憶　(緑風出版、2015年)

### その他の著書
- 一眼レフハンドブック（ナツメ社、1978年1月、井堀正靖との共著）[1][2][3][4]
- たまには現像引伸しでもやってみよう（ナツメ社、1978年4月）[1][2][3]
- カメラ入門（ナツメ社、1979年8月15日）
- ズレたシャッターチャンス（ナツメ社、1979年8月20日）[2][3][4]
- 写真撮影入門（ナツメ社、1980年5月15日）[1][2][3][4]
- 35ミリ一眼レフ入門（ナツメ社、1980年6月）[2][3][4]
- 風の中のシャッターチャンス（ナツメ社、1981年4月20日）[3][4]
- 夕暮れまでシャッターを切っていよう（ナツメ社、1982年2月15日）[4]
- シャッターチャンスはほろ酔い気分（ナツメ社、1983年6月15日）
- 旅と花の撮影マニュアル（ナツメ社、1990年9月）
- 散歩写真入門（ナツメ社、1991年12月）
- コンパクトカメラ撮影事典（ナツメ社、1996年7月）
- AF一眼レフ入門（ナツメ社、1996年4月）
- AF時代の写真撮影辞典（ナツメ社、1996年5月）
- 写真撮影ハンドブック（ナツメ社、1997年4月）
- 写真を楽しむ300の知恵（ナツメ社、1999年9月）
- レンジファインダーカメラのすすめ（ナツメ社、2000年12月）
- 現像引伸しはんどぶっく（ナツメ社）[4]
- コンパクトカメラ撮影辞典（ナツメ社）
- ［四季を味わう］ニッポンの野菜（玄光社 2010年）
- 誰も教えなかった “自分流写真”の方法（玄光社 2012年）
- 海風が良い野菜を育てる: 日本全国 野菜の里を訪ねて（彩流社 2013年）
- 写真教室では教えない“新スナップ写真”の方法（玄光社 2013年）
- 写真集のつくり方（玄光社 2014年）
- お気に入りカメラで楽しむ自分流町歩き写真の方法（玄光社 2015年）
- ニッポンぶらりカメラ旅（玄光社 2016年）
- 町撮りアート写真ブック（玄光社 2017年）
- リンゴを食べる教科書 健康果実のひみつ（ナツメ社 2017年）
- なぜ上手い写真が撮れないのか（玄光社 2018年）
- 気ままに、デジタルモノクロ写真入門（ナツメ社 2019年）
- 自由に楽しむ! スナップ写真入門（玄光社 2020年）
- 季節の風景を歩く 小さな旅のフォト・スケッチ（ナツメ社 2022年）
- 写真力を上げるステップアップ思考法（玄光社 2023年）

### ウェブコンテンツ
カメラファン
- あるカメラマンのアーカイブ〜丹野清志の記憶の断片〜
- コロナの街角・2020-2021
- 東京ものがたり1970年代

## 写真展
- 死に絶える都市（1972年）[2][3][4]